# Neotheater
Neotheater — третий студийный альбом инди-поп-группы AJR, выпущенный 26 апреля 2019 года  собственным лейблом группы AJR Productions. Трио спродюсировало альбом самостоятельно.

## Описание
Участники группы описали альбом как «сказку о взрослении, в которой рассказывается о том, как группа, членам которой уже за 20, идут на жертвы, на которые приходится идти из-за взросления». В описании альбома также говорится: «бодрая и воодушевляющая музыка стоит бок о бок с более мрачными лирическими повествованиями, рассказывающими о тревоге, наивности и поиске целостности».

## Коммерческий успех
Neotheater дебютировал на восьмом месте в Billboard 200 США с 32 000 единицами, эквивалентными альбому (из которых 22 000 были непосредственно альбомами). Это самый успешный альбом AJR и первый альбом в американском топ-10.

## Список треков
| №                   | Название                                      | Длительность |
| ------------------- | --------------------------------------------- | ------------ |
| 1.                  | «Next Up Forever»                             | 4:17         |
| 2.                  | «Birthday Party»                              | 3:44         |
| 3.                  | «100 Bad Days»                                | 3:33         |
| 4.                  | «Don't Throw Out My Legos»                    | 3:33         |
| 5.                  | «Break My Face»                               | 3:46         |
| 6.                  | «Turning Out Pt. II»                          | 3:43         |
| 7.                  | «The Entertainment's Here»                    | 3:07         |
| 8.                  | «Karma»                                       | 4:05         |
| 9.                  | «Beats»                                       | 3:19         |
| 10.                 | «Wow, I'm Not Crazy»                          | 3:17         |
| 11.                 | «Dear Winter»                                 | 2:48         |
| 12.                 | «Finale (Can't Wait to See What You Do Next)» | 4:38         |
| Общая длительность: | Общая длительность:                           | 44:28        |

- В «Birthday Party» есть сэмпл из песни «In Heaven», написанной Дэвидом Линчем и исполненной Лорел Ниар в фильме 1977 года Голова-ластик .[4]

## Участники
AJR
- Адам Мет - вокал, бас-гитара, программирование, сэмплы, ударные
- Джек Мет - вокал, гитара, мелодика, укулеле, ударные, клавишные, синтезаторы, сэмплы, программирование, труба, композиция
- Райан Мет - вокал, программирование, клавишные, укулеле, труба, продакшн, композиция

Дополнительный персонал
- Дениел Розенфельд – сведение
- Мейкел Вальдама – сведение
- Дрю Олсбрук – басс-гитара (5, 10)
- Крис Бери – барабаны (2–4)
- Крис Церато – дизайн
- Эзра Донеллан – вокал (2)
- Самия Финерти – вокал (5, 9, 12)
- Крис Герингер – мастеринг
- Джей-Джей Киркпатрик – труба (3–5, 7)
- Руф Комблат-Стиер – виолончель (1, 2, 6, 8, 9, 12)
- Эмелия Сулич – скрипка (3–5, 7)
- Джо Зук – сведение

## Чарты
| Чарт (2019)                        | Наивысшая позиция |
| ---------------------------------- | ----------------- |
| Australian Digital Albums (ARIA)   | 49                |
| US Billboard 200                   | 8                 |
| США (Billboard Independent Albums) | 1                 |
| США (Billboard Top Rock Albums)    | 1                 |

| Чарт (2019)                    | Место |
| ------------------------------ | ----- |
| US Top Rock Albums (Billboard) | 79    |